# Arquidiócesis de Mwanza
La arquidiócesis de Mwanza (en latín: Archidioecesis Mvanzaënsis, en inglés: Roman Catholic Archdiocese of Mwanza y en suajili: Jimbo Kuu la Mwanza) es una circunscripción eclesiástica de la Iglesia católica en Tanzania. Se trata de la sede metropolitana de la provincia eclesiástica latina de Mwanza. La arquidiócesis tiene al arzobispo Renatus Leonard Nkwande como su ordinario desde el 11 de febrero de 2019.

## Territorio y organización
La arquidiócesis tiene 19 062 km² y extiende su jurisdicción sobre los fieles católicos de rito latino residentes en los distritos centro-orientales de la región de Mwanza.
La sede de la arquidiócesis se encuentra en la ciudad de Mwanza, en donde se halla la Catedral de la Epifanía.
La arquidiócesis tiene como sufragáneas a las diócesis de: Bukoba, Bunda, Geita, Kayanga, Musoma, Rulenge-Ngara y Shinyanga.
En 2019 en la arquidiócesis existían 41 parroquias.

## Historia
El vicariato apostólico de Victoria-Nyanza Meridional fue erigido el 13 de julio de 1894 con el breve Ex hac beati del papa León XIII, obteniendo el territorio del vicariato apostólico de Victoria-Nyanza (hoy arquidiócesis de Kampala).
El 12 de diciembre de 1912 cedió una parte de su territorio para la erección del vicariato apostólico de Kivu (hoy arquidiócesis de Gitega) mediante el breve Apostolatus munus del papa Pío X.
El 15 de enero de 1915, en virtud del decreto Ad preces de la Congregación de Propaganda Fide, cambió su nombre a vicariato apostólico de Victoria-Nyanza.
El 8 de abril de 1929 cedió otra porción de territorio para la erección del vicariato apostólico de Bukoba (hoy diócesis de Rulenge-Ngara) mediante el breve Ad fidem catholicam del papa Pío XI.
El 10 de abril de 1929, debido al breve Litteris Apostolicis Nostris del papa Pío XI, cedió una parte del territorio al vicariato apostólico de Tabora (hoy arquidiócesis de Tabora) y asumió al mismo tiempo el nombre de vicariato apostólico de Mwanza.
El 11 de abril de 1946 volvió a ceder una parte del territorio para la erección del vicariato apostólico de Musoma y Maswa (hoy diócesis de Musoma) mediante la bula Quo in Tanganikensi del papa Pío XII.
El 25 de marzo de 1953 el vicariato apostólico fue elevado al rango de diócesis en virtud de la bula Quemadmodum ad Nos del papa Pío XII. Originalmente era sufragánea de la arquidiócesis de Tabora.
El 8 de noviembre de 1984 cedió otra porción de territorio para la erección de la diócesis de Geita mediante la bula Summi Pontificis del papa Juan Pablo II.
El 18 de noviembre de 1987 la diócesis fue elevada al rango de arquidiócesis metropolitana con la bula Universae Ecclesiae del papa Juan Pablo II.
El 27 de noviembre de 2010 cedió una porción adicional de territorio para la erección de la diócesis de Bunda mediante la bula Cum esset petitum del papa Benedicto XVI.

## Estadísticas
De acuerdo al Anuario Pontificio 2020 la arquidiócesis tenía a fines de 2019 un total de 478 367 fieles bautizados.
| Año                                                                             | Población            | Población | Población      | Sacerdotes | Sacerdotes    | Sacerdotes    | Bautizados por sacerdote | Diáconos permanentes | Religiosos | Religiosos | Parroquias |
| Año                                                                             | Bautizados católicos | Total     | % de católicos | Total      | Clero secular | Clero regular | Bautizados por sacerdote | Diáconos permanentes | Varones    | Mujeres    | Parroquias |
| ------------------------------------------------------------------------------- | -------------------- | --------- | -------------- | ---------- | ------------- | ------------- | ------------------------ | -------------------- | ---------- | ---------- | ---------- |
| 1950                                                                            | 29 435               | 818 600   | 3.6            | 51         | 17            | 34            | 577                      |                      |            | 19         | 5          |
| 1970                                                                            | 117 629              | 1 057 695 | 11.1           | 65         |               | 65            | 1809                     |                      | 91         | 90         | 26         |
| 1980                                                                            | 153 938              | 1 488 000 | 10.3           | 83         | 34            | 49            | 1854                     |                      | 55         | 81         | 25         |
| 1990                                                                            | 154 000              | 1 303 000 | 11.8           | 63         | 34            | 29            | 2444                     |                      | 65         | 113        | 19         |
| 1999                                                                            | 360 232              | 2 500 000 | 14.4           | 63         | 40            | 23            | 5717                     |                      | 30         | 112        | 28         |
| 2000                                                                            | 365 777              | 2 750 000 | 13.3           | 66         | 41            | 25            | 5542                     |                      | 34         | 119        | 29         |
| 2001                                                                            | 775 000              | 3 500 000 | 22.1           | 66         | 43            | 23            | 11 742                   |                      | 30         | 112        | 26         |
| 2002                                                                            | 925 000              | 4 600 000 | 20.1           | 76         | 48            | 28            | 12 171                   |                      | 39         | 112        | 27         |
| 2003                                                                            | 811 900              | 3 536 000 | 23.0           | 76         | 48            | 28            | 10 682                   |                      | 35         | 112        | 27         |
| 2004                                                                            | 875 000              | 2 942 148 | 29.7           | 66         | 46            | 20            | 13 257                   |                      | 28         | 181        | 29         |
| 2010                                                                            | 877 000              | 3 200 000 | 27.4           | 86         | 54            | 32            | 10 198                   |                      | 8          | 209        | 34         |
| 2010                                                                            | 627 000              | 2 600 000 | 24.1           | 73         | 41            | 32            | 8589                     |                      | 8          | 209        | 27         |
| 2013                                                                            | 269 000              | 1 893 000 | 14.2           | 103        | 55            | 48            | 2611                     |                      | 61         | 229        | 31         |
| 2016                                                                            | 450 775              | 2 063 000 | 21.9           | 108        | 64            | 44            | 4173                     |                      | 60         | 259        | 35         |
| 2019                                                                            | 478 367              | 3 050 823 | 15.7           | 135        | 84            | 51            | 3543                     |                      | 69         | 322        | 41         |
| Fuente: Catholic-Hierarchy, que a su vez toma los datos del Anuario Pontificio. |                      |           |                |            |               |               |                          |                      |            |            |            |

## Episcopologio
- Jean-Joseph Hirth, M.Afr. † (13 de julio de 1894-12 de diciembre de 1912 nombrado vicario apostólico de Kiwu)
- Joseph Franciskus Marie Sweens, M.Afr. † (12 de diciembre de 1912 por sucesión-12 de noviembre de 1928 renunció)
- Antoon Oomen, M.Afr. † (18 de marzo de 1929-13 de junio de 1948 renunció)
  - Sede vacante (1948-1950)
- Joseph Blomjous, M.Afr. † (25 de junio de 1950-15 de octubre de 1965 renunció[14])
- Renatus Lwamosa Butibubage † (15 de enero de 1966-18 de noviembre de 1987 renunció)
- Anthony Mayala † (18 de noviembre de 1987-20 de agosto de 2009 falleció)
- Jude Thaddaeus Ruwa'ichi, O.F.M.Cap. (10 de noviembre de 2010-21 de junio de 2018 nombrado arzobispo coadjutor de Dar es-Salam)
- Renatus Leonard Nkwande, desde el 11 de febrero de 2019[15]